# Émanville (Eure)
Émanville település Franciaországban, Eure megyében. Lakosainak száma 544 fő (2022. január 1.). Émanville Barquet, Berville-la-Campagne, Combon, Faverolles-la-Campagne, Ormes, Le Plessis-Sainte-Opportune, Portes és Le Tilleul-Lambert községekkel határos.

## Népesség
A település népességének változása:
| Lakosok száma | 291  | 363  | 419  | 524  | 591  | 595  | 572  | 556  | 554  | 544  |
|               | 1968 | 1982 | 1990 | 2006 | 2013 | 2015 | 2017 | 2019 | 2020 | 2022 |